# تپه گرد کسبیان
تپه گردکسپیان مربوط به دوران پیش از تاریخ ایران باستان تا دوران‌های تاریخی پس از اسلام است و در شهرستان پیرانشهر، بخش لاجان، روستای گردسپیان واقع شده و این اثر در تاریخ ۱۷ اسفند ۱۳۸۱ با شمارهٔ ثبت ۷۵۲۸ به‌عنوان یکی از آثار ملی ایران به ثبت رسیده است.